# Rodney Rowland
Rodney G. Rowland, né le 20 février 1964 à Newport Beach, Californie, est un acteur américain. Connu pour avoir tenu le rôle de Cooper Hawkes dans la série télévisée Space 2063 et pour avoir interprété P. Wiley dans À l'aube du sixième jour, Rodney Rowland est aussi un acteur de télévision très prolifique.

## Biographie
Né à Newport Beach, Californie, Rodney Rowland est le plus jeune de quatre enfants et le fils d'un pasteur. Après de bref études de sports nautiques à l'Université de Pepperdine, à Malibu, Rodney part en Europe et commence une carrière de mannequin pour la haute couture, chez des labels comme Gucci, Versace ou encore J. Crew. Sur les conseils de Bruce Weber, il commence à prendre des cours de théâtre puis joue des rôles sur scène ainsi qu'au cinéma.
Il décroche son premier grand rôle en 1995 dans Space 2063, grâce à James Wong et Glen Morgan. Malgré des auditions désastreuses, les deux producteurs ont quand même décidé de faire jouer Rodney Rowland dans le rôle de Cooper Hawkes. Il retravaillera avec Wong et Morgan par la suite dans X-Files : Aux frontières du réel, série dans laquelle il joue le rôle d'Edward Jerse au côté de Gillian Anderson.
Rodney Rowland est bien connu pour ses interprétations de vilains, à la vue de son aspect robuste. Il est récemment apparu dans un rôle récurrent de Veronica Mars et dans quelques épisodes de Weeds.

## Filmographie

### Cinéma
- 1989 : Under the Boardwalk de Fritz Kiersch : Le premier surfer
- 1995 : Just Looking de Tyler Bensinger (en) : Lech
- 2000 : Dancing at the Blue Iguana de Michael Radford : Charlie
- 2000 : À l'aube du sixième jour (The 6th Day) de Roger Spottiswoode : P. Wiley
- 2001 : Chasseurs de démons (Soulkeeper) de Darin James Ferriola : Corey Mahoney
- 2002 : Terreur dans les airs (Panic) de Bob Misiorowski : Neil
- 2002 : Hard Cash de Predrag Antonijevic : Butch
- 2003 : Les Maîtres du jeu (Shade) de Damian Nieman : Jeff
- 2006 : Riptide (court métrage) de Dennis Jarvis : Chip
- 2006 : Mr. Fix It de Darin Ferriola : Tip
- 2007 : Fetch (court métrage) de Daniel Bernhardt : Tony
- 2007 : I Know Who Killed Me de Chris Sivertson : Kenny Scaife
- 2013 : Savaged de Michael S. Ojeda : Trey

### Télévision

#### Séries télévisées
- 1995 : Alerte à Malibu (Baywatch) (Saison 5, épisode 18) : Bud
- 1995–1996 : Space 2063 (Space: Above and Beyond) (23 épisodes) : Cooper Hawkes
- 1997 : X-Files : Aux frontières du réel Saison 4, épisode 13) Plus jamais : Ed Jerse
- 1997–1998 : Pensacola (12 épisodes) : Bobby « Chaser » Griffin
- 1998 : Welcome to Paradox (Saison 1, épisode 6) : Daniel Grey / C7
- 1998 : Faits l'un pour l'autre (To Have & to Hold) (Saison 1, épisode 6) : Paolo
- 2000 : Dark Angel (Saison 1, épisode 6) : Mitch, le mari de Valerie
- 2001 : Sept jours pour agir (Seven Days) (Saison 3, épisode 15) : Le commandant William Streck
- 2001 : Les Experts (CSI: Crime Scene Investigation) (Saison 2, épisode 12) : Gavin Pallard
- 2002 : La Vie avant tout (Strong Medicine) (Saison 2, épisode 18) : Jake Dantona
- 2002 : V.I.P. (Saison 4, épisode 20) : Ryan Hill
- 2002 : Fastlane (Saison 1, épisode 3) : Dallas Roberts
- 2003 : Angel (Saison 5, épisode 1) : Corbin Fries
- 2004 : Charmed (Saison 6, épisode 17) : Rick Gittridge
- 2005–2007 : Veronica Mars (7 épisodes) : Liam Fitzpatrick
- 2006 : FBI : Portés disparus (Without a Trace) (Saison 4, épisode 12) : Vince Weaver
- 2006 : Newport Beach (The O.C.) (Saison 3, épisode 16) : Jack Harper
- 2006 : Bones (Saison 1, épisode 18) : Dane McGinnis
- 2007 : Retour à Lincoln Heights (Lincoln Heights) (Saison 1, épisode 2) : Greg
- 2007 : Cold Case : Affaires classées (Cold Case) (Saison 5, épisode 5) : Spencer Mason '07
- 2007 : Life (Saison 1, épisodes 4 & 5) : Neil Cudahy
- 2007 : Weeds (Saison 3, épisodes 12 & 13) : Chess
- 2008 : Saving Grace (Saison 2, épisode 5) : Morgan Jenney, Jr.
- 2009 : The Beast (Saison 1, épisode 4) : William Dove
- 2009 : Burn Notice (Saison 2, épisode 13) : Bank Robber
- 2009 : The Closer : L.A. enquêtes prioritaires (The Closer) (Saison 5, épisode 4) : Peter Benjamin
- 2009 : NCIS : Los Angeles (Saison 1, épisode 2) : Le détective Douglas Grozen
- 2009–2010 : Flashforward (Saison 1, épisodes 6 & 12) : Victor
- 2011 : Les Experts : Miami (CSI: Miami) (Saison 9, épisode 15) : Art Gelway
- 2011 : The Glades (Saison 2, épisode 10) : Benjamin Forey
- 2012 : Les Experts (CSI: Crime Scene Investigation) (Saison 12, épisode 12) : Ted Jr.
- 2012 : Esprits criminels (Criminal Minds) (Saison 7, épisode 14) : Doug Summers
- 2012 : Mentalist (The Mentalist) (Saison 4, épisode 19) : Le barman
- 2013 : American Horror Story (Saison 2, épisode 13) : Milo
- 2013 : Red Widow (2 épisodes) : Bob Lagrosse
- 2013 : Longmire (Saison 2, épisode 7) : Clay Dunbar
- 2013 : Castle (Saison 6, épisode 5) : Mick Linden
- 2013 : NCIS : Enquêtes spéciales (NCIS) (Saison 11, épisode 6) : Jonah Maguire
- 2014 : Those Who Kill (2 épisodes) : Rodney Bosch
- 2017 : Twin Peaks (saison 3) : Chuck
- 2021 : The Walking Dead (Saison 10, épisode 22) : Craven

#### Téléfilms
- 1995 : De l'amour à l'enfer (If Someone Had Known) de Eric Laneuville : Doug (jeune)
- 1996 : Cœurs à la dérive (Hearts Adrift) de Vic Sarin : Rowdy Heller
- 1996 : Marshal Law de Stephen Cornwell : Butchie
- 1999 : Crime passionnel (A Crime of Passion) de Bill L. Norton : L'ex-petit ami de Marci
- 2018 : Mon fils, harcelé jusqu'à la mort (Conrad & Michelle: If Words Could Kill) de Stephen Tolkin : Père de Conrad